# 呂志和
呂志和，大紫荊勳賢，GBS，MBE，JP（1929年9月11日—2024年11月7日），香港企業家，1955年創立嘉華公司（嘉華集團的前身）。
呂志和生前為嘉華國際集團董事會主席和銀河娛樂集團董事會主席，並創立了「呂志和獎—世界文明獎」。其資產總值曾在2010年代中期升至逾200億美元，一度成為亞洲第二富豪、華人第二富豪，僅次於首富李嘉誠。逝世前在香港富豪榜排行第七。

## 生平

### 早年生活
呂志和1929年出生于广东新会县江门镇东海里，是三代單傳的家中獨子，有五個妹妹:28-29。據其自傳，曾祖父呂德盈從家鄉赴美國當農場工，後成為富裕的農場主，曾是美國出口蔬菜市場中最大的華裔供應商；祖父呂永康回江門娶妻後，一直留在美國生活；父親呂金銓生於1911年，當時家族已是江門富戶，在東海里第八巷有大宅；其母親名李寶璇，外祖父是江門一所私塾的校長:26-32。
呂家在日本侵華後家道中落。呂志和四歲時隨家人移居香港，就讀新填地街文化中學小學部:33，1941年12月正就讀文化中學中一年級上學期，但因香港淪陷而被迫停學，自此沒有再接受任何正規教育:37-38。1940年代，年僅13歲的呂志和嘗試創業，以其堅毅性格，先在香港油麻地經營食品製造批發，戰後跟隨姨丈學習經營買賣汽車零件生意；五、六年後自立門戶，開設了汽車零件銷售公司。

### 開創建材和地產發展事業
1950年代初，他赴日本沖繩島，游說當時的美國軍部和領事館，把美軍在韓戰後於沖繩剩餘的重型物資如大型運輸車、開山機械等賣給他，並將之運回香港，供應給香港作開山築路及建設之用，這為他未來的事業發展奠下重要基礎。
呂志和於1955年在香港創立了嘉華公司，參與開發觀塘區一帶，包括秀茂坪、樂富、藍田及油塘等的大型填海工程。此後，嘉華公司一直為香港工程建材的主要供應商，呂志和也因而得名為「石礦大王」。
1960年代，呂志和投得香港第一個新型石礦場—安達臣道石礦場的開採權，引入自動化設備取代人手開採；及後再於1997年與香港政府簽訂為期17年的重整及美化計劃合約，將石礦場重整為一幅多用途發展土地。
呂志和也於1960年代起涉足地產發展，隨後業務逐漸由香港發展至中國內地、澳門、東南亞及各地主要城市。1987年，由他一手創立的嘉華國際集團在香港上市；在中國改革開放之初，呂志和是首批進入內地建材行業的香港企業家之一，參與了廣州市首個舊城改造計劃，把越秀區之舊樓房改造為現代化大型住宅及商業小區—嘉和苑。呂志和亦是最早進駐上海地產市場的香港企業家之一，於市中心黃金地段購入多塊土地，經過多年經營，嘉華集團現時已在北京、上海、廣州、南京、昆明、深圳、珠海等十多個城市發展業務，投資數百億元。

### 進軍酒店及旅遊業務
1980-90年代，呂志和集中於美國酒店及地產發展，旗下酒店與洲際、萬豪、喜來登、希爾頓等國際知名酒店品牌合作，同時培訓本地的管理人才，另建立了高端服務式公寓品牌—尚臻，引入現代化、系統化的管理制度。他在1983-84年間創辦香港酒店業主聯會（初期名為香港酒店業主商會），並一直自任主席，九七回歸後該會成為選舉委員會酒店界的兩個指定團體之一，2020年代成為界別唯一指定團體。

### 進軍澳門博彩業
2002年，澳門開放賭權，當時澳門政府通過競投招標的形式，發出3個博彩經營權牌照，從未涉足賭業的呂志和成立銀河娛樂場股份有限公司參加競投，成功投得其一。據彭博富豪榜2014年初發表的統計，因銀河娛樂的股價上漲，呂志華的資產總值達至296億美元，當時超越李嘉誠，成為亞洲首富，但隨即有香港傳媒認為此統計有誤，應是僅次於李嘉誠，彭博及後對富豪榜作出相應修正。同年4月，福布斯發表華人富豪榜，呂志和以220億美元資產排行第二，同樣僅次於李嘉誠。

### 逝世
2024年11月7日，呂志和於香港辭世，享年95歲。其死訊由銀河娛樂及嘉華國際公佈。他在2024年12月4日於香港殯儀館舉殯，遺體安葬於柴灣歌連臣角香港佛教墳場。

### 慈善與教育事業
呂志和積極於慈善事業，曾出任東華三院的1981-82年度（辛酉年）董事局主席；多年來捐助各地的教育、醫療等項目，曾在2016年成為《胡潤港澳台及海外華人慈善榜》的榜首。其中對教育範疇最為重視，呂志和曾表示自己早年輟學，以及曾遇上外國人嘲笑「中國人都是文盲」的經歷，讓他深感教育的重要性:284。他為貧困地區所捐建的中小學有百餘所，亦曾捐助香港、澳門、中國內地及海外的多所高等院校，留下不少以他命名的建築:284-288，如北京大学生命科学学院的呂志和樓、上海交通大學的呂志和科學園、史丹福醫學院的呂志和研究實驗室。1980年代他為出生地江門興建五邑大學提供了頗大幫助，為該校首屆董事會主席，並持續捐助:284-285。他亦擔任復旦大學校董逾二十年:288，多年來資助該校不同項目，如早年捐贈數百台電腦、協助設立大學教育基金等:287-288；資助興建、修繕多個建築物及設施，包括光華樓的志和堂、呂志和樓（原為郭子彬資助興建的子彬院）、呂志和資訊科技實驗室:287-288。酒店業作為呂志和的主要投資板塊之一，他亦致力推動酒店業的高等教育發展，例如協助香港中文大學成立酒店及旅遊管理學院、協助香港理工大學籌建教學酒店:285。1995年，中國科學院紫金山天文台為表揚他長期的資助，將國際編號5538的小行星命名為「呂志和星」。:289
2015年創立「呂志和獎 – 世界文明獎」。

## 軼事
呂志和最為人熟悉的形象是他的贝雷帽，他自述是因為自己年逾40之後開始脫髮，出席會議時被冷氣吹着容易著涼，需要保護自己的頭部。他試過戴假髮，但又因為會令他大汗淋漓而放棄，直至他的女兒建議他戴帽子，自此「帽不離身」。